# Tranquil Valley
Das Tranquil Valley (englisch für Ruhiges Tal) ist ein durch den Gletscherrückgang freigelegtes Tal auf Signy Island im Archipel der Südlichen Orkneyinseln. Es liegt östlich des Tranquil Lake.
Der Falkland Islands Dependencies Survey nahm zwischen 1947 und 1950 Vermessungen vor. Luftaufnahmen entstanden 1968 durch die Royal Navy. Das UK Antarctic Place-Names Committee benannte das Tal 2004 in Anlehnung an die Benennung des benachbarten Sees.